# Partit del Congrés Nacional (Sudan)
El Congrés Nacional o Partit del Congrés Nacional (PCN) (àrab: المؤتمر الوطني, al-Mu'tamar al-Waṭanī; anglès: 'National Congress Party', NCP), és el partit polític oficial que governa el Sudan. Està encapçalat pel general Omar al-Bashir, que ha estat President del Sudan des que va agafar el poder en un cop militar el 30 de juny de 1989 amb el suport del Front Nacional Islàmic, i va començar a institucionalitzar la xaria a nivell nacional. El partit segueix ideologies com l'islamisme, arabisme, nacionalisme i conservadorisme; els grups de drets humans internacionals i alguns governs afirmen que intenta crear un estat totalitari a través d'un govern islàmic i dictatorial extremista.

## Formació del Partit
Amb Omar al-Bashir com a President del Sudan, foren prohibits els partits polítics, excepte els Germans Musulmans del Sudan que llavors operaven com a Front Nacional Islàmic (FNI), que tot i estar formalment prohibit, de fet exercia el govern, ja que al-Bashir n'era simpatitzant, i els seus membres ocupaven diversos càrrecs al govern. El poder a l'ombra el tenia Hasan al-Turabi, el cap del FNI. El Consell de Comandament Revolucionari per la Salvació Nacional, dirigit per al-Bashir, va actuar de fet com estat i partit fins al 1993 quan el consell es va dissoldre i al-Bashir va ser nomenat president, però la situació va seguir sent la mateixa amb el FNI com a grup polític dirigent del país. Aquesta situació no es va modificar quan el Partit del Congrés Nacional es va establir com l'únic partit polític legalment reconegut al Sudan el 1998, com a continuació del Front Nacional Islàmic, amb la mateixa ideologia que aquest predecessor. Els seus membres dominaven la totalitat del parlament. Tanmateix, després que Hasan al-Turabi, llavors president del parlament, va introduir una moció per reduir els poders del president, impulsant al-Bashir a dissoldre parlament i declarar l'estat d'alarma, es va produir una divisió dins de l'organització. Segons hom diu, al-Turabi fou suspès com a president del Partit de Congrés Nacional després que instés un boicot de la campanya de reelecció del President. Llavors, una facció dissident dirigida per al-Turabi, va formar el Partit del Congrés Nacional Popular (PNC O CNP), que va signar un acord amb l'Exèrcit Popular d'Alliberament del Sudan (SPLA), els grups de rebels més grans al país, el que va fer pensar a al-Bashir que estava conspirant per enderrocar-lo a ell i el govern. Al-Turabi fou llavors empresonat el 2000 sota acusació de conspiració, abans de ser alliberat l'octubre de 2003.

## Aprovació de l'autonomia del Sudan del Sud
El 2000, després que el govern sudanès va aprovar eleccions democràtiques, aquestes foren boicotejades per l'oposició, concurrent només l'Aliança de Forces del Poble Treballador, el partit de l'anterior president Gaafar al-Nimeiry. La utilitat de les eleccions fou qüestionava a causa del boicot dels principals partits democràtics, l'Umma i el Partit Democràtic Unionista Sudanès. A les eleccions legislatives el desembre de 2000, el partit va obtenir 355 de 360 escons (5 independents). A les eleccions presidencials simultànies el seu candidat Omar al-Bashir guanyava amb el 86,5% del vot popular (Nimeiry fou derrotat i només va obtenir un 9,6%) i Bashir va quedar reelegit. Els membres del Partit del Congrés Nacional continuaren dominant la Unió dels Advocats, les organitzacions d'agricultors del nord, i les organitzacions universitàries. Després de l'Acord de Pau Complet amb el Moviment d'Alliberament del Poble Sudanès (SPLA) el 2005, el govern dominat pel PCN acordava l'autonomia del Sudan del Sud durant sis anys, per després fer un referèndum sobre la independència el 2011, així acabava la segona guerra civil sudanesa.
El 2005 el partit acordava la fusió amb l'Aliança de Forces del Poble Treballador, però després de discussions internes dins el grup de Nimeiry, l'acord no es va arribar a implementar (i el partit es va dividir).

## Conflicte de Darfur
Des del l'esclat del conflicte de Darfur el 2004 entre el govern d'Omar al-Bashir i grups de rebels com l'Exèrcit d'Alliberament del Sudan, el SPLA, i el Moviment de la Justícia i la Igualtat, el PCN fou criticat gairebé universalment per presumptament, tanmateix no oficialment, donar suport a milícies àrabs com els Janjaweed durant una campanya d'assassinat, violació i deportació contra la població local. A causa de la guerrilla a la regió Darfur, entre 200.000 i 400.000 persones han mort, mentre més de 2,5 milions de persones han estat desplaçades i les relacions diplomàtiques entre el Sudan i el Txad mai no ha estat pitjor. Això ha conduït a la Cort Penal Internacional (ICC) a processar al Ministre Estatal per Afers Humanitaris, Ahmed Haroun, i el presumpte líder de milícia musulmana dels Janjaweed Ali Mohammed Ali, també conegut com a Ali Kosheib, en relació amb les atrocitats a la regió. El 14 de juliol, de 2008 s'anunciaven càrrecs criminals (fins a deu) contra el President Omar al-Bashir, i posteriorment es va emetre una ordre pel seu arrest, però encara no s'ha pogut executar.

## Eleccions posteriors
Malgrat l'ordre d'arrest internacional, al-Bashir resta com a President i líder del PCN. Fou el candidat oficial a les eleccions presidencials de l'abril del 2010, les primeres amb participació de diversos partits inclòs els de l'oposició democràtica, i va aconseguir 6.901.694 vots (68,24%), seguit del candidat del SPLM, Yasir Arman amb 2.193.826 vots (21,69%); cap dels altres candidats va tenir un nombre significatiu de vots; el que més fou Abdullah Deng Nhial, amb el 3,92% (tercera posició), i després el cantidat del partit Democràtic Unionista Sudanès Khatim al-Sirr (1,97%) i al-Sadia al Mahdi de l'Umma amb el 0,96%. Els altres set candidats van obtenir entre el 0,71% i el 0,26% (el darrer el candidat del Partit Comunista del Sudan Muhammad Ibrahim Nugud). A les legislatives celebrades al mateix temps el PCN va obtenir 323 escons (de 450), seguit del SPLM amb 99, el Partit del Congrés Popular (de Hasan al-Turabi) amb 4, el Partit Democràtic Unionista amb 4, l'Umma facció federal amb 3 i l'Umma facció Renovació i Reforma amb 2, el Partit Democràtic Unionista facció anomenada Original, amb 2, i el SPLM, facció Canvi Democràtic de Lam Akol, amb 2.